# Mozarteum
Uniwersytet Mozarteum Salzburg – pierwotnie znany jako Przykatedralne Towarzystwo Muzyki Sakralnej i Mozarteum. Towarzystwo założone zostało 22 kwietnia 1841 w Salzburgu. Pełniło funkcję szkoły muzycznej, gdzie przechowywano też dawne dokumenty Mozartowskie.
Placówka ta przybierała różne formy do 1880, kiedy to powstała Publiczna Szkoła Muzyczna Mozarteum – pierwowzór dzisiejszego uniwersytetu. W 1914 szkołę muzyczną podwyższono do rangi Konserwatorium Muzycznego, które funkcjonowało na takich samych prawach, jak państwowe szkoły wyższe. W 1939 konserwatorium przyjęło nową nazwę – Wyższa Szkoła Muzyczna Rzeszy Niemieckiej Mozarteum. Od 1945 uczelnia działała pod nazwą Wyższa Szkoła Muzyczna. W 1953 została przemianowana na Akademię Muzyki i Sztuki Dramatycznej Mozarteum w Salzburgu. W 1970 przywrócono jej rangę szkoły wyższej i zmieniono nazwę na Wyższą Szkołę Muzyki i Sztuki Dramatycznej Mozarteum w Salzburgu. Od 1998 oficjalna nazwa uczelni brzmi Universität Mozarteum Salzburg.
Uniwersytet kształci na wydziałach instrumentów klawiszowych, instrumentów smyczkowych, dętych, szarpanych i perkusyjnych, zarówno w zakresie instrumentalistyki, jak i pedagogiki nauczania gry na instrumentach. Ponadto uniwersytet oferuje możliwość zdobycia renomowanego i solidnego wykształcenia aktorskiego. Główna siedziba uczelni mieści się w dzielnicy Neustadt w pałacu Altes Borromäum, przy ogrodach Mirabell na Rainerstraße. Budynek został gruntownie odnowiony w sierpniu 2006.
W skład uczelni wchodzi też zakład naukowy Instytut Historii Recepcji i Interpretacji Muzyki.